# Cyclamen cilicium
Cyclamen cilicium är en viveväxtart. Cyclamen cilicium ingår i släktet cyklamensläktet, och familjen viveväxter.

## Underarter
Arten delas in i följande underarter:
- C. c. cilicium
- C. c. intaminatum
- C. c. mirabile

## Bildgalleri

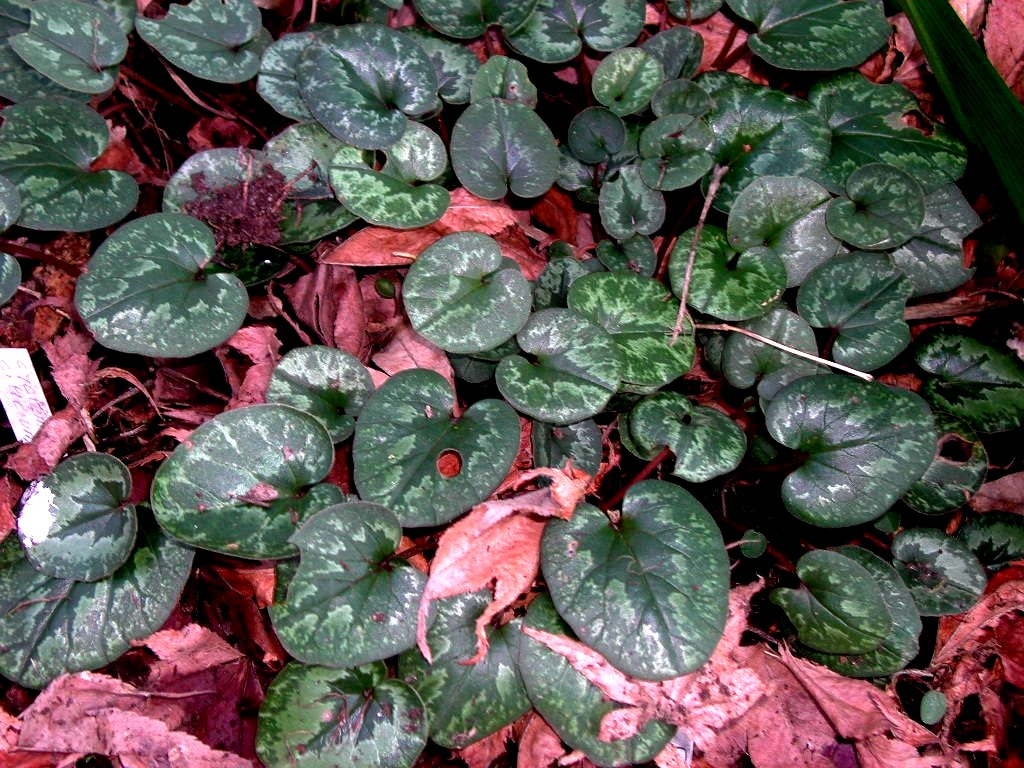
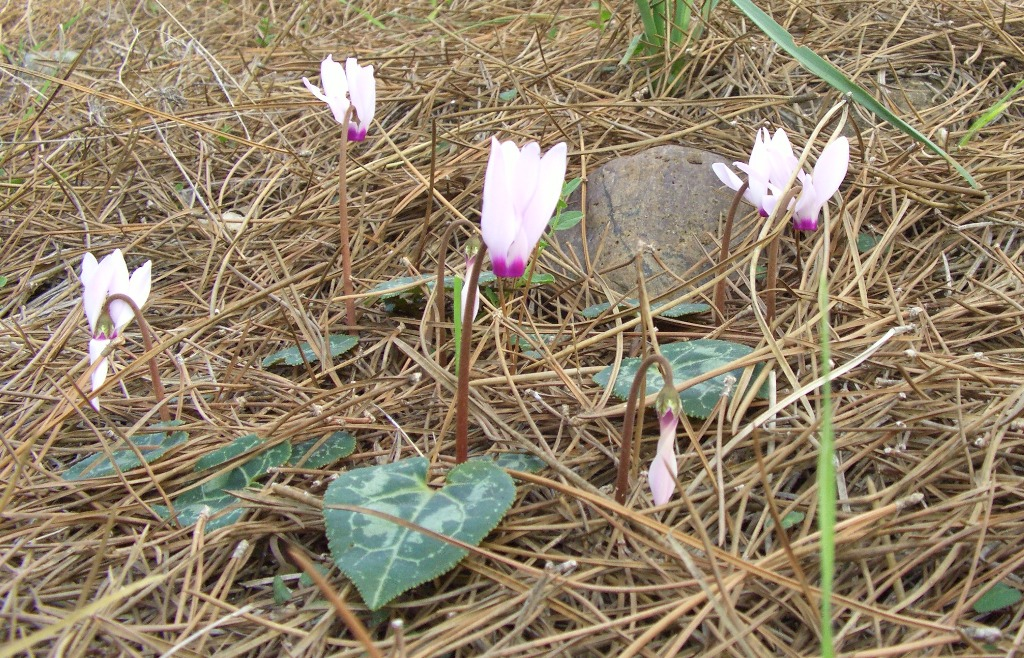
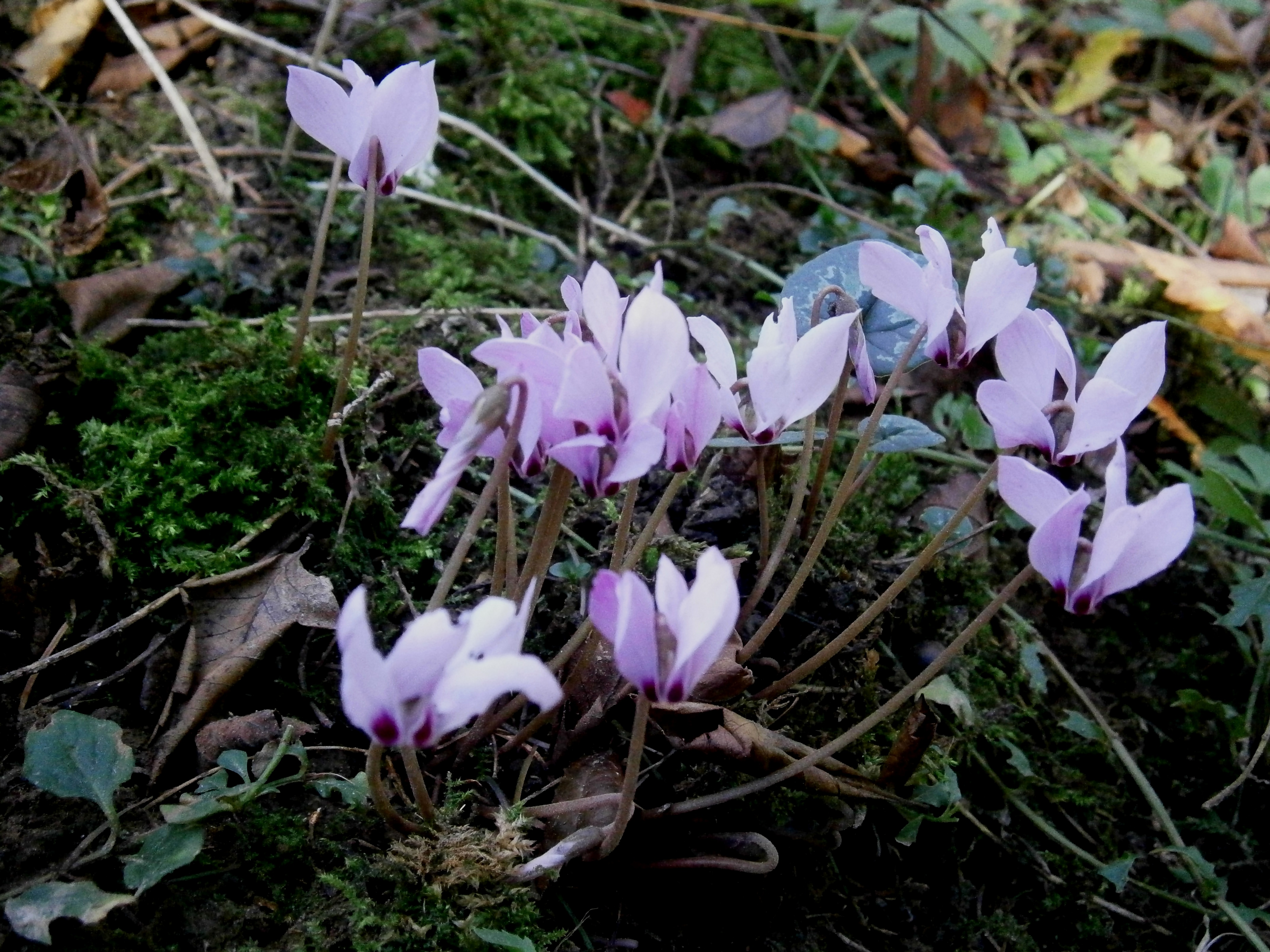
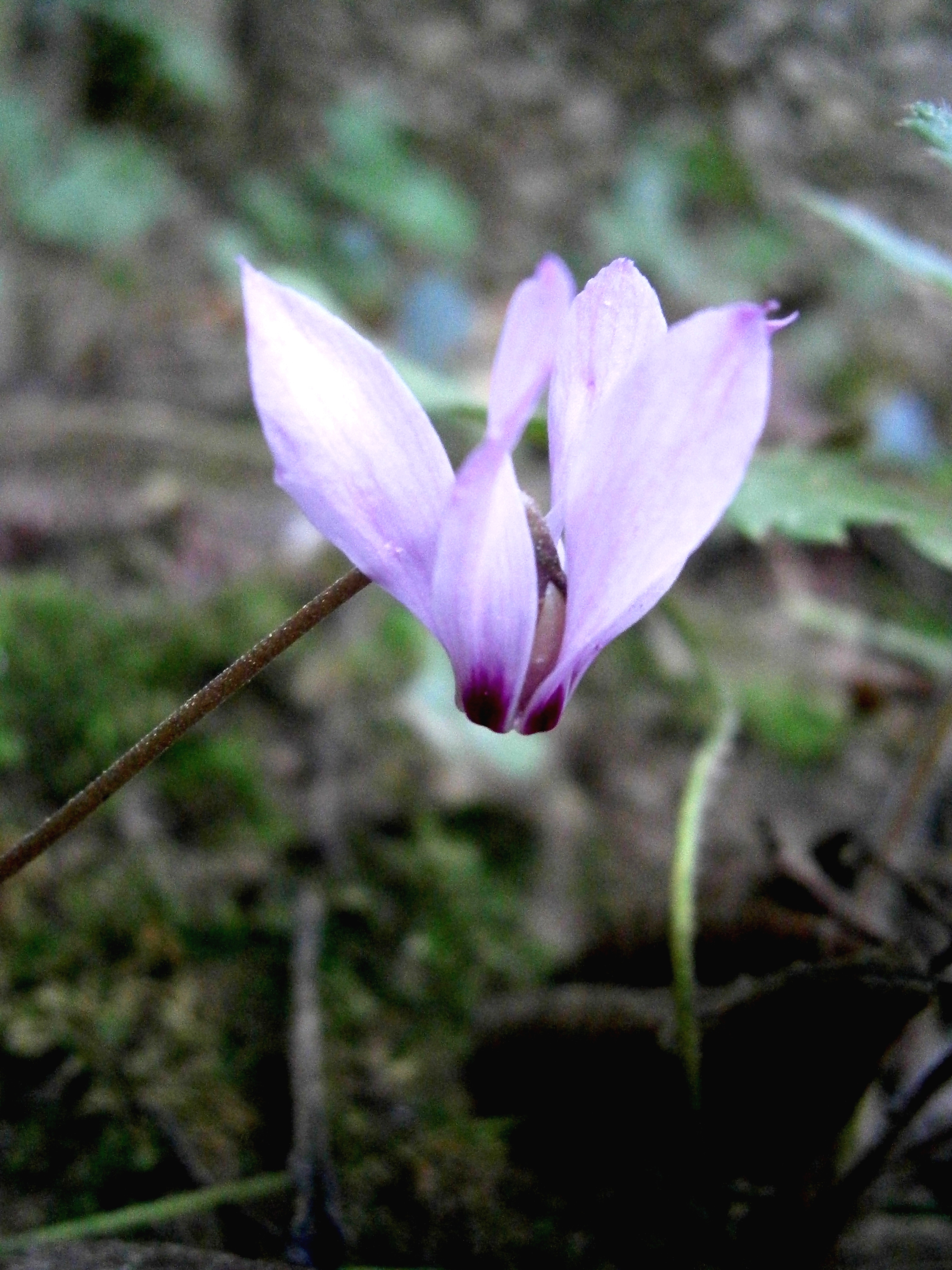
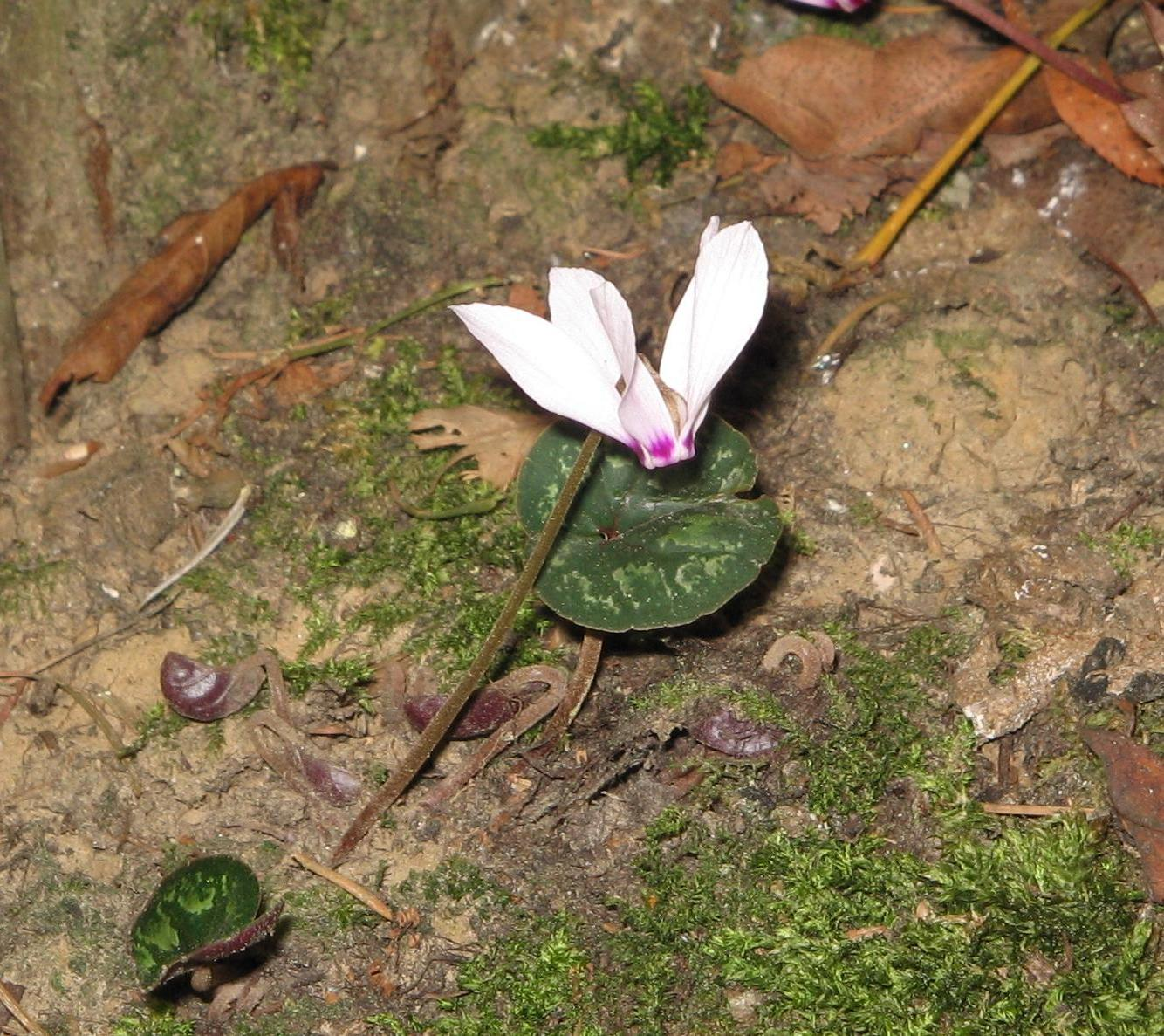
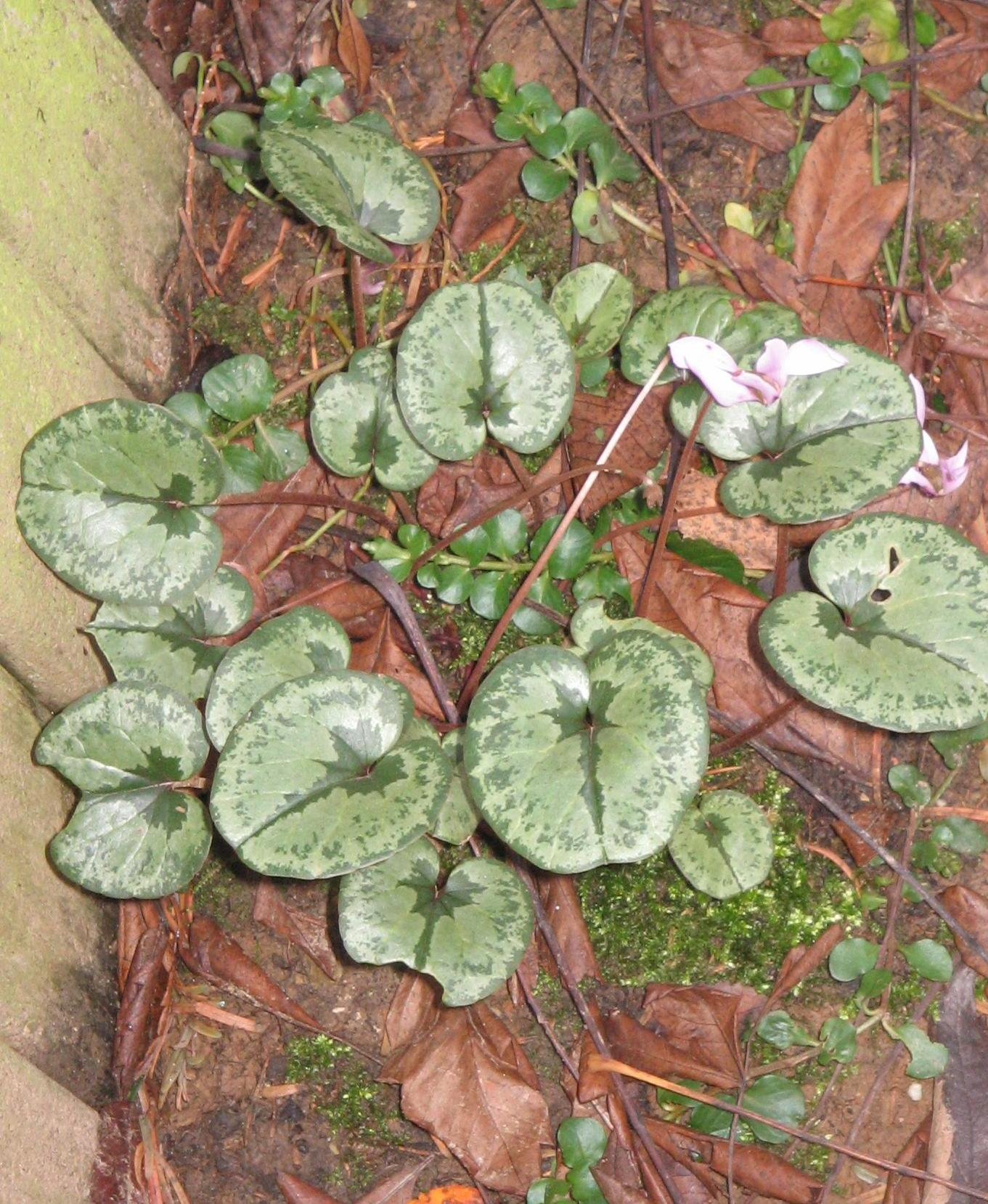